# 里特胡德
里特胡德是德国下萨克森州的一个市镇。总面积32.88平方公里，总人口14699人，其中男性7318人，女性7381人（2011年12月31日），人口密度447人/平方公里。